# Джонс, Рэнди (бейсболист)
Рэндалл Лео Джонс (англ. Randall Leo Jones, род. 12 января 1950 года в Фуллертоне) — американский профессиональный бейсболист, питчер. Обладатель Приза Сая Янга 1976 года.

## Карьера
Выбран Сан-Диего Падрес на драфте 1972 года в пятом раунде под общим 97 номером. Дебютировал в MLB 16 июня 1973 года.
Сезон 1974 года завершил с 8 победами при 22 поражениях и показателем ERA 4.45. В 1975 году одержал 20 побед и стал лучшим в Национальной лиге с ERA 2.24.
Лучшим в карьере стал для него сезон 1976 года, по итогам которого он одержал 22 победы при 14 поражениях, а также получил Приз Сая Янга. 
В сезонах 1975 и 1976 годов принимал участие в Матче всех звёзд MLB. В игре 1975 года сделал сейв, а в 1976 вышел на игру стартовым питчером и одержал победу.
В последней игре сезона 1976 года получил травму левой руки, которая не позволила ему в дальнейшем выступать на том же уровне. 
Выступал за «Падрес» до конца сезона 1980 года. 15 декабря обменян в «Нью-Йорк Метс» на Хосе Морено и Джона Пачеллу. 
После окончания сезона 1982 года покинул «Метс» и подписал контракт с «Питтсбург Пайрэтс», но ещё до старта чемпионата 1983 года расторг его и завершил карьеру.
9 мая 1997 года «Падрес» вывели из обращения 35-й номер, под которым он выступал.
После окончания игровой карьеры начал работать тренером. Занимался с молодыми питчерами. Самый известный из воспитанников Джонса — обладатель Приза Сая Янга 2002 года Барри Зито.
Также занимается бизнесом, связанным с кейтерингом. Под его именем выпускаются соусы для барбекю. 